# Возможно (Южный Парк)
Возможно (англ. Probably) — эпизод 411 (№ 58) сериала «Южный Парк», премьера которого состоялась 26 июля 2000 года. Это вторая часть двухсерийного эпизода, первой частью которого является «Попадают ли умственно отсталые в ад?». Название эпизода является ответом на вопрос, заданный в названии первой части дилогии.

## Сюжет
Картман, возглавив собственную религиозную конфессию, призывает детей построить церковь и не ходить в школу. Тем временем, автобус, сбивший Кенни, прибывает в Энсенаду в Мексике, и, когда работник автозаправки соскребает тело Кенни со дна автобуса, выясняется, что тот ещё жив. Кенни думает, что умер и попал в Ад, звонит в Саут-Парк и рассказывает ребятам, что в Аду все говорят по-испански, что здесь множество сувенирных магазинов, в которых все сувениры одинаковые, и что вода в Аду есть, но если её попить, то анус будет кровоточить в течение 7 часов. После того, как дети достраивают церковь, Картман возводит свою религию до уровня культа, запугав детей описанием Ада, услышанным от Кенни. Переняв манеры телевизионных проповедников, Эрик начинает лечить людей наложением рук, и ему даже удаётся помочь Тимми пройти несколько шагов.
Тем временем, в настоящем Аду Сатана приходит в номер к Саддаму, они занимаются сексом, после чего Сатана решает рассказать обо всём Крису. Узнав об измене, Крис прощает Сатану, к большому огорчению последнего. Неожиданно появляется Саддам и убивает Криса. Умерев, Крис снова возрождается в Аду и начинает драться с Саддамом, в результате чего умирает то один, то другой, причём оба постоянно возрождаются, так как уже находятся в загробном мире. Сатана сомневается, не зная кого предпочесть: Саддама, которого он считает сексуальным, или Криса, который намного добрее и заботливее, чем Саддам. Находящаяся в Аду маленькая девочка советует ему обратиться за помощью к Богу.
В Ад прибывает новая группа умерших грешников, которых встречает главный менеджер Ада. Некоторые из новоприбывших озадачены, потому что они протестанты или свидетели Иеговы, а значит не должны попасть в Ад. Менеджер отвечает им: «Боюсь, что вы ошиблись… вы выбрали неверную религию». После того как люди спрашивают, какая религия была правильной, менеджер сообщает им, что в Рай попадают только мормоны.
Сатана отправляется в Рай (который действительно полностью оккупирован мормонами), чтобы посоветоваться с Богом. Бог называет Сатану нытиком за то, что тот жалуется на такую проблему, и советует ему бросить обоих любовников и побыть одному. Сатана возвращается в Ад, сообщает Крису и Саддаму о том, что он их бросает, после чего отправляет Саддама в Рай, чтобы тот не мог больше приставать.
В это время в Саут-Парке Картман признаётся Стэну и Кайлу, что на самом деле он создал церковь для того, чтобы выманить у детей все их деньги и таким образом заработать заветные десять миллионов долларов. Сестре Анне удаётся распустить церковь Картмана, попросив Иисуса прийти туда с визитом. Иисус говорит детям, что Бог не хочет, чтобы они боялись Ада или всегда упоминали Его имя, а лишь помогали друг другу и жили счастливо. Дети соглашаются с Иисусом и покидают церковь, к ярости Картмана. Чтобы наказать Эрика за его грехи, Иисус в гневе посылает Картмана в Мексику, которая, по словам Иисуса, является местом худшим, чем Ад.

## Смерть Кенни
Кенни не умирает; кроме того, выясняется, что он остался жив и в предыдущем эпизоде дилогии.

## Пародии
- В начале эпизода, где пересказывается содержание предыдущей серии, присутствует Фонзи, прыгающий через акулу, из телесериала «Счастливые дни».
- Повторяемая на протяжении эпизода фраза «Ну, и куда же мне было податься? В Детройт что ли?» — цитата из фильма «Солянка по-кентуккийски».
- Мальчик, играющий на органе в церкви, похож на Шрёдера из мультсериала Peanuts.
- Манера поведения Картмана в церкви напоминает, как известный евангелист Марджо Гортнер вёл себя в фильме «Марджо»; также, вероятно, имеет место отсылка к телеевангелисту Питеру Попоффу, лечащему людей наложением рук, а сама детская церковь - к рассказу С. Кинга «Дети кукурузы».
- Девочка, посоветовавшая Сатане обратиться за советом к Богу, очень напоминает убитую в 6 лет участницу и победительницу конкурсов красоты Джонбенет Рэмси.
- Слова главного менеджера Ада, приветствующего новоприбывших, напоминают скетч Роуэна Аткинсона, в котором он изображает дьявола.
- Кенни попадает на автобусе в Мексику, которую принимает за ад. В сериале «Потерянная комната» (2006) автобусный билет отправляет в Мексику, а владелец билета называет это отправкой в ад.